# 裕司と雅子のガバッといただき!!ベスト30
サンデーステーション 裕司と雅子のガバッといただき!!ベスト30!（サンデーステーション ゆうじとまさこのガバッといただき!!ベスト30!）はニッポン放送で放送されていた音楽番組。日曜 9:00 - 13:00に生放送されていた（スポーツ中継放送時は9:00 - 12:00）。1992年4月12日開始。2002年3月31日に終了し、リニューアルされた。
冠名の「サンデーステーション」の前にはスポンサー名（日本石油→日石三菱＝のちにブランド名の「ENEOS」）が入る。後述のとおり、一時期日本石油→日石三菱（ENEOS）は提供を降板した時期があった。

## パーソナリティ
- 三宅裕司
- アシスタント - 小俣雅子（フリーアナウンサー;元文化放送アナウンサー）

## 番組内容
新曲を30位から1位にカウントダウン形式で紹介の「ガバッとランキング」、10時台・11時台・12時台にハガキのコーナーがあり最新ヒットがわかりかつ爆笑できる「世界初の爆笑ランキング番組」である。（正午からスポーツ中継のある場合は、20位から1位までカウントダウンし、番組の途中で30位から21位までをフラッシュでカウントダウンする。）
「ガバッとランキング」は日本全国のCD・レコード売り上げ及びレンタル、有線、カラオケの各部門を加味してニッポン放送ベスト30選定委員会が決定したものであった。そのため、この番組でははがきや電話によるリクエストの受付は行っていなかった（2024年6月現在放送されている『三宅裕司のサンデーヒットパラダイス』では、地方局向けバージョン限定でリクエストを受け付けている）。
ランキングの途中に「言っちゃう電話」のコーナーがあり、このコーナーに出演した人には賞金5000円と番組オリジナルノック式ボールペン「カチカチ」がプレゼントされた。
10時台・11時台・12時台の時報明けには三宅の劇団SET（スーパー・エキセントリック・シアター）の劇団員・田上ひろしの中継コーナー（福の神・田上が行く→福の神・田上のここどこクイズ→福の亀・田上のここはどこ?）があった。
12時台には「ガバッとクイズ」（主に「言っちゃう電話」からの問題で正解したら5名に1万円がプレゼントされた）があった。
スペシャルウィークのときはアーティスト特集や電リク特集、また年末には年間ベスト30等特別な内容で放送される。
また、毎年1月一回目の放送は「声の年賀状」としてランキングでランクするアーティストからのメッセージと共にそのアーティストの昨年のヒット曲をかけると言う内容だった。（なお、「声の年賀状」の放送は原則として年末の収録の為、「言っちゃう電話」のコーナーやハガキコーナーはお休みとなる。）

## 裕司と雅子のガバッといただき!!60分
ネット局とBSデジタルラジオLFX488に1時間に短縮された「裕司と雅子のガバッといただき!!60分」（ゆうじとまさこのガバッといただき!!ろくじゅっぷん）が、1993年4月〜2002年3月に放送された。
ベスト30のランキングの7位から1位まで発表されるが、録音放送のためランキングは1週前のランキング発表となる。
番組ジングルはベスト30のものを60分にアレンジしたもの。どちらも塩塚博の作品である。
年間ベスト30放送分は年間ベスト10の発表であった。
日石提供時代は60分のスポンサーも日本石油一社提供だった。
「キユーピー・バックグラウンド・ミュージック」をキユーピーがスポンサー降板後もネットを続けていた局の大半は、当番組開始により当番組をネットするようになった。

## ハガキコーナー
主に10時 - 12時台の40分頃（30分頃の交通情報明けのランキング後）に放送される。
- （10時台）平成3行革命（3行くらいの短い文章でまとめた作品を紹介。主にあったコーナー:なんでそーなるの!・1/3の順調な成長・奥様はマコetc... （60分版は7位発表後のCM明け）
- （11時台）貴重な体験（番組開始から終了まで唯一続いたコーナー。おもしろおかしい貴重な体験を2つ紹介。このコーナーに限り封書でも受け付けていた。60分版は6位の後）
- （12時台）えっ?!そーなの?ヤッチャンのコーナーetc （60分版は4位の後）

※上記のコーナーで葉書が読まれると「ガバック」という濃紺に金のラインの入った可愛いバックと、日石提供時代は企業のオリジナルテレフォンカードのノベルティグッズがセットで貰えた。(なお、初期の頃は、白地に地球と電波等をモチーフにしたステッカーが貰えた。)

## ネット局
開始当初はニッポン放送のみの放送だったが、1993年4月より日本石油（現：ENEOS）がスポンサーについたことで一気にNRN全国36局ネットとなった。60分番組で、大半の局での放送時間は日曜10:00〜11:00（大半は「バックグラウンド・ミュージック」の後番組として放送していた）。BSデジタルラジオLFX488でも地方局と同じものがネットされた。本番組以降、ニッポン放送以外がダイジェスト版を放送する形は、今日の「三宅裕司のサンデーヒットパラダイス」まで引き継がれている。
日本石油は1998年3月をもって地方局ネットのスポンサーを降りることになり、ネット局が改編とともに徐々に減っていく事となる。
- 毎日放送は1998年3月にネットを打ち切り。翌4月よりラジオ大阪に移るが1998年9月にネットを打ち切り競馬中継が拡大される。
- ラジオ沖縄は1998年9月にネットを打ち切り。
- 南日本放送は1999年3月にネットを打ち切り。1999年10月にネットを再開するも2000年3月に再打ち切り。
- 青森放送は1999年9月をもってネットを打ち切り。
- 和歌山放送、山陽放送、中国放送、九州朝日放送は2000年3月にネットを打ち切り。
- 東北放送は2000年9月にネットを打ち切り。
- この番組の終了と同時に北海道放送、信越放送、静岡放送、東海ラジオ、KBS京都、山陰放送、南海放送がネットを打ち切り、以上の16放送局は以後の番組をネットしていない。（ただし北海道放送はザ・ベスト30"スゲェ!を1度だけ、山陽放送はザ・ベスト30"スゲェ!・みんなのヒットを一時期ネットしていた）
- ネット局は上記の局のほか、IBC岩手放送、秋田放送、山形放送、ラジオ福島、栃木放送、新潟放送、北日本放送、北陸放送、福井放送、山梨放送、ラジオ関西、山口放送、四国放送、西日本放送、高知放送、長崎放送、熊本放送、大分放送、宮崎放送。

## スポンサー変更による番組推移
- 開始当初はメインのスポンサーはなく、12時からのコーナー提供としてセブン-イレブンがスポンサーの「セブンイレブンミュージックサンデー・クライマックスベスト7」があった程度だった。
- 1993年4月から1999年3月までは日本石油の一社提供により冠名が「NISSEKIサンデーステーション 裕司と雅子の-」となった。
- 日本石油は1998年3月をもって地方局ネットの60分のスポンサーを降りることになり、地方局のCMがフィラー音楽または地方の企業などに変更される。これに伴い、60分の方は冠名のサンデーステーションがなくなりネット局が改編とともに徐々に減っていく事となる。（ただしリニューアルから1ヶ月はイエローハットがスポンサーをしていたこともあり、その際には小俣が「裕司と雅子のガバッといただき!!60分。この番組はイエローハットがお送りします。」とアナウンスしていた。しかし冠名に「イエローハットサンデーステーション」とはつかなかった。）

- 1999年4月より日本石油と三菱石油の経営統合により冠名が「日石三菱サンデーステーション 裕司と雅子の-」に変更。その半年前の1998年10月(日石時代)より番組音楽・ジングル・コーナーがリニューアルされる。

1. ※言っちゃう電話→ガバテル（「ガバッとテレフォン」の略で毎回テーマを決め募るようになった。）となったが、小俣が新タイトルを覚えることができず、また、ガバテルの名前が浸透しなかったために、3週間後には元の「言っちゃう電話」に戻った。
2. ※福の神・田上が行く→福の神・田上のここどこクイズ→福の亀・田上のここはどこ?（福の神・田上が毎回ある場所から中継をし待ち行く人のインタビューを元に田上の居る地名を当てるもの。「ガバッとクイズ」がこれに伴い変更となったが、開始当初上野駅からの中継の際、インタビューされた人がアポ無しのインタビューで趣旨を分かっておらず地名や駅周辺の施設の場所を田上に聞いて来たりとバンバン言うためにすぐ終了。その後毎回田上の居場所にある条件の下に品物を持って一番乗りの方に賞金1万円と言う企画に変更。それを期にガバッとクイズも終了。）
3. ※ノベルティが「ガバソル」という折り畳み傘に変更。（濃紺に金のラインが入ったデザインはガバックと同じ。但し、小俣曰く高いためにハガキコーナーに採用された方から抽選で1名にしかもらえなくなった。ただし「貴重な体験」の採用者には2人にガバソルがもらえた。）その他の採用者には番組特製のクオカード（三宅と小俣との2ショットの印刷されたもの）と日石オリジナルグッズがプレゼントされた（日石三菱に変わってからはクオカードのみ）。
4. ※ハガキコーナーが9時台から11時台に変更となり、12時台には「ガバッとメドレー」と言うテーマに沿ったメドレーコーナーが加わった。

- 2001年7月、日石三菱のブランド名統一に伴い、冠名が「ENEOSサンデーステーション 裕司と雅子の-」に変更された際、テーマ音楽が一新された。

- 聴取率としては関東地区のシェアで常に他の放送局を離しトップをキープしていたが、スポンサー撤退により番組もリニューアルする事になり、10年に渡る放送が最終回となった。但し三宅は続投し、「ヤングパラダイス」時代から実に20年以上もの間ニッポン放送のパーソナリティを務めている。後番組のスポンサーは日石三菱（現：ENEOS）から日産自動車へ変更された。
  - ニッポン放送日曜午前三宅裕司の朝ワイド番組
    - 「三宅裕司のザ・ベスト30"スゲェ!"」（2002年4月7日 - 2005年12月18日）
    - 「三宅裕司 みんなのヒット!ベスト20+10」（2006年1月1日 - 2007年9月30日）
    - 「三宅裕司のサンデーハッピーパラダイス」（2007年10月7日 - ）

| ニッポン放送 日曜 9:00 - 13:00 | ニッポン放送 日曜 9:00 - 13:00         | ニッポン放送 日曜 9:00 - 13:00  |
| 前番組                         | 番組名                                 | 次番組                          |
| ------------------------------ | -------------------------------------- | ------------------------------- |
| 上柳昌彦のベストヒットサンデー | 裕司と雅子のガバッといただき!!ベスト30 | 三宅裕司のザ・ベスト30"スゲェ!" |